# Bretons (volk)
De Bretons (ook Bretoenen) (Bretons: Bretoned/Breizhiz) is een Keltisch volk dat zijn wortels heeft in Bretagne, een regio in het westen van Frankrijk. Tot de 16e eeuw, leefde het volk onder het gezag van hertogen. Ze danken hun naam aan Britstalige groepen die vanuit het zuidwesten van Groot-Brittannië in opeenvolgende golven van de 3e tot de 6e eeuw emigreerden naar het westen van het Armoricaanse schiereiland, later omgedoopt tot Bretagne (in het Engels Brittany).

Als gevolg van deze emigratie, wordt Bretons (brezhoneg) gesproken in Basse-Bretagne (het westen van Bretagne) en de taal heeft momenteel ongeveer 213.000 sprekers, terwijl Gallo wordt gesproken in Haute-Bretagne (het oosten van Bretagne) en 191.000 sprekers heeft.
De oorspronkelijke taal van de Bretons is het Bretons, maar velen spreken deze taal niet meer. De gebruikelijke voertaal is het Frans, met daarnaast de streektaal Gallo. Over de gehele wereld zijn er 6 tot 7 miljoen Bretons, die leven vooral in Frankrijk, maar ook in Canada, de Verenigde Staten en het Verenigd Koninkrijk. Ze zijn voornamelijk rooms-katholiek.